# Хоменко, Ксения Евсеевна
Ксения Евсеевна Хоменко (1905, Ромны, Сумской области — 1983, Харьков) — советский и украинский психолог, последователь Выготского и представитель Харьковской школы психологии.

## Научный вклад
Начала научную деятельность в 1930 гг. в составе Харьковской группы психологов под руководством А. Н. Леонтьева и А. В. Запорожца. Проводила исследования развития понятий в процессе школьного обучения, изучала вопросы возникновения наглядно-действенного мышления у ребёнка, a также исследовала генезис эстетического восприятия у детей.
В послевоенный период изучала проблемы развития личности школьников в связи с задачей составления психолого-педагогических характеристик учащихся. Разрабатывала программы и методические указания для составления характеристик учеников средних классов школы.

## Основные публикации
- Хоменко, К. Е. (1935). Сравнительное исследование «экспериментальных понятий» и понятий, усвоенных ребёнком в школе. Сборник исследований харьковской группы; не был опубликован
- Хоменко, К. Е. (1939). Восприятие изображения пространственных и перспективных отношений у детей младшего возраста. Научные записки Харьковского педагогического института, т. I — Научные записки Харьковского педагогического института, 1941, т. VI?
- Хоменко, К. Е. (1940). Розвиток естетичного сприймання у дитини: Наукова сесія ХДПІ.— Харків, 1940.— 35 с
- Хоменко К. Е. (1941). Понимание художественного образа детьми младшего возраста. Научные записки Харьковского педагогического института, 1941, т. VI
- Хоменко, К. Е. (1941). Возникновение наглядно-действенного мышления у ребёнка. Труды республиканской конференции по педагогике и психологии. Киев, 1941, т. 2, с. 128—133 (на укр. яз.). -- Published in English as -- Khomenko, K. E. (1941/1979-1980). The emergence of visual-imagic thought in the child. Soviet psychology, 18(2), 37-46.
- Хоменко, К. Є. (1956). До питання вивчення особистості учня та складання його характеристики / К. Є. Хоменко // Праці республіканської психологічної конференції. — К. : Рад. школа, 1956. — Т. 6. — С. 68-73.
- Хоменко К. Є. (1959). Питання вивчення особистості учнів та складання психолого-педагогічних характеристик / К. Є. Хоменко // Наук. записки НДІ психології УРСР. — К. : Рад. школа, 1959. — Т. 11. — С. 271—273.
- Хоменко К. Є. (1962). Вивчення особистоті учня / К. Є. Хоменко. — К., 1962. — 44 с.
- Дубовис, Д. М. & Хоменко, К. Е. (1985). Вопросы психологии художественного восприятия в трудах А. В. Запорожца (К 80-летию со дня рождения). Вопросы психологии, 1985, #5